# Corsowagen

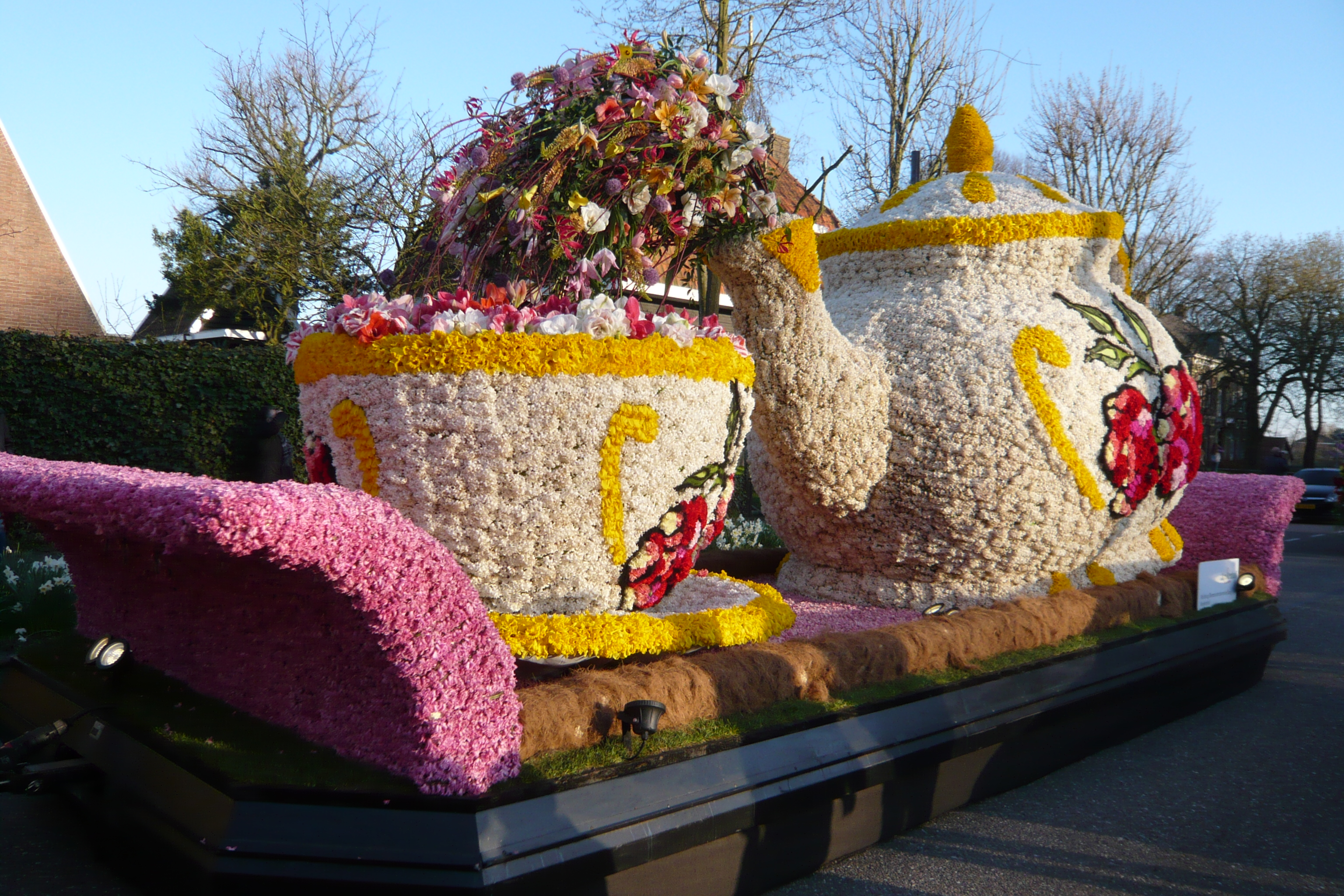
Wagen in Bloemencorso Bollenstreek, 2013

Een corsowagen is een praalwagen waarop allerlei figuren in een bepaald thema staan die versierd zijn met bloemen, of fruit. Verder wordt een corsowagen in de sommige gevallen omgeven door figuranten, muziek of beweging. Meerdere rijdende wagens bijeen vormen een bloemen- of fruitcorso.
Voor varende corso's worden op dezelfde wijze versierde boten gebruikt.

## Ontwerp
Voordat er begonnen kan worden met het bouwen, moet er een ontwerp zijn. Meestal is dit een schets of een maquette.

## Frame
Als het ontwerp klaar is, wordt begonnen met het maken van het frame dat maximaal 22 meter lang bij 4,5 meter breed en 9 meter hoog mag zijn. Dit is een tijdrovend gedeelte van het bouwen van een corsowagen. Het is belangrijk dat de constructie nauwkeurig en stevig is, anders kan de wagen instabiel zijn. Als de constructie klaar is kan er begonnen worden aan de vormgeving van de wagen.

## Kartonnen
Als het frame klaar is, of aan een gedeelte van de wagen klaar is, wordt begonnen met het kartonnen. Hierbij wordt de hele wagen met karton bedekt zodat de bloemen goed blijven zitten. Een andere manier om de wagen te dichten is met papier-maché, dat subtielere vormen mogelijk maakt. Er zijn ongeveer zeven lagen krantenpapier nodig op het frame om de bloemen goed te kunnen bevestigen.

## Materialen prikken en plakken
Ongeveer een week voor het corso wordt begonnen met het bloemen prikken. Houdt in dat er spijkers of krammen in het hart van de bloem worden geprikt. Maar er wordt ook in sommige plaatsen geplakt, bijvoorbeeld in Winterswijk. Hier wordt de wagen een paar dagen voor het corso voorzien van bloemen, zoals dahlia's. Er zijn ook corsowagens die gebruik maken van andere materialen, zoals fruit, zaden en groenten.